# I з'їзд РСДРП
I з'їзд Російської соціал-демократичної робітничої партії - відбувся нелегально в Мінську з  1 ( 13 )  березня  по  3 ( 15 )  березня  1898 року. На з'їзді були присутні дев'ять делегатів. Ініціатором скликання був П. Б. Струве. З'їзд не виробив ні програми, ні статуту партії. Через кілька тижнів всі учасники з'їзду, крім одного, були заарештовані - таким чином, реально діюча партія на цьому з'їзді створена не була.

## Скликання з'їзду

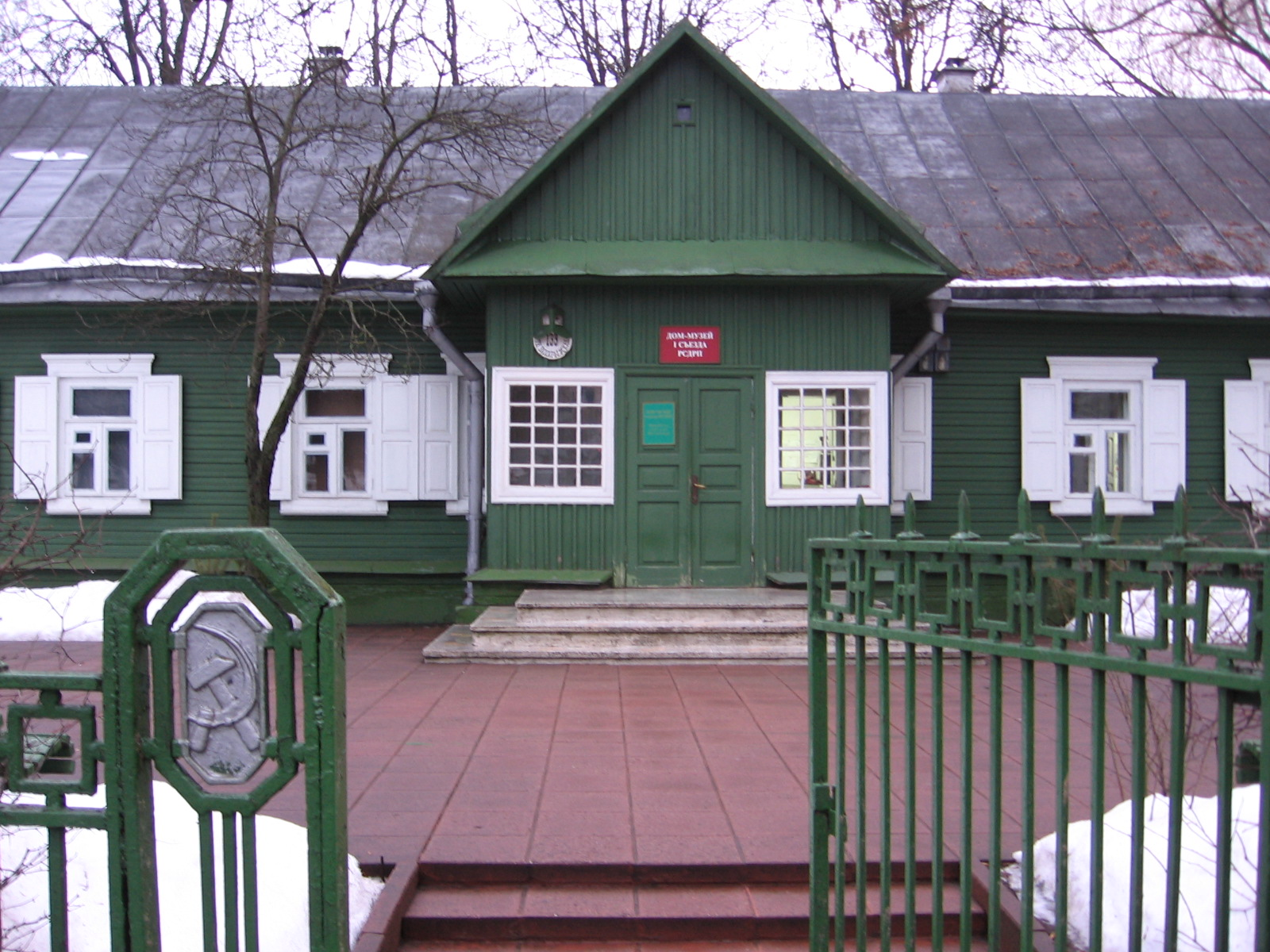
Будинок-музей I з'їзду РСДРП

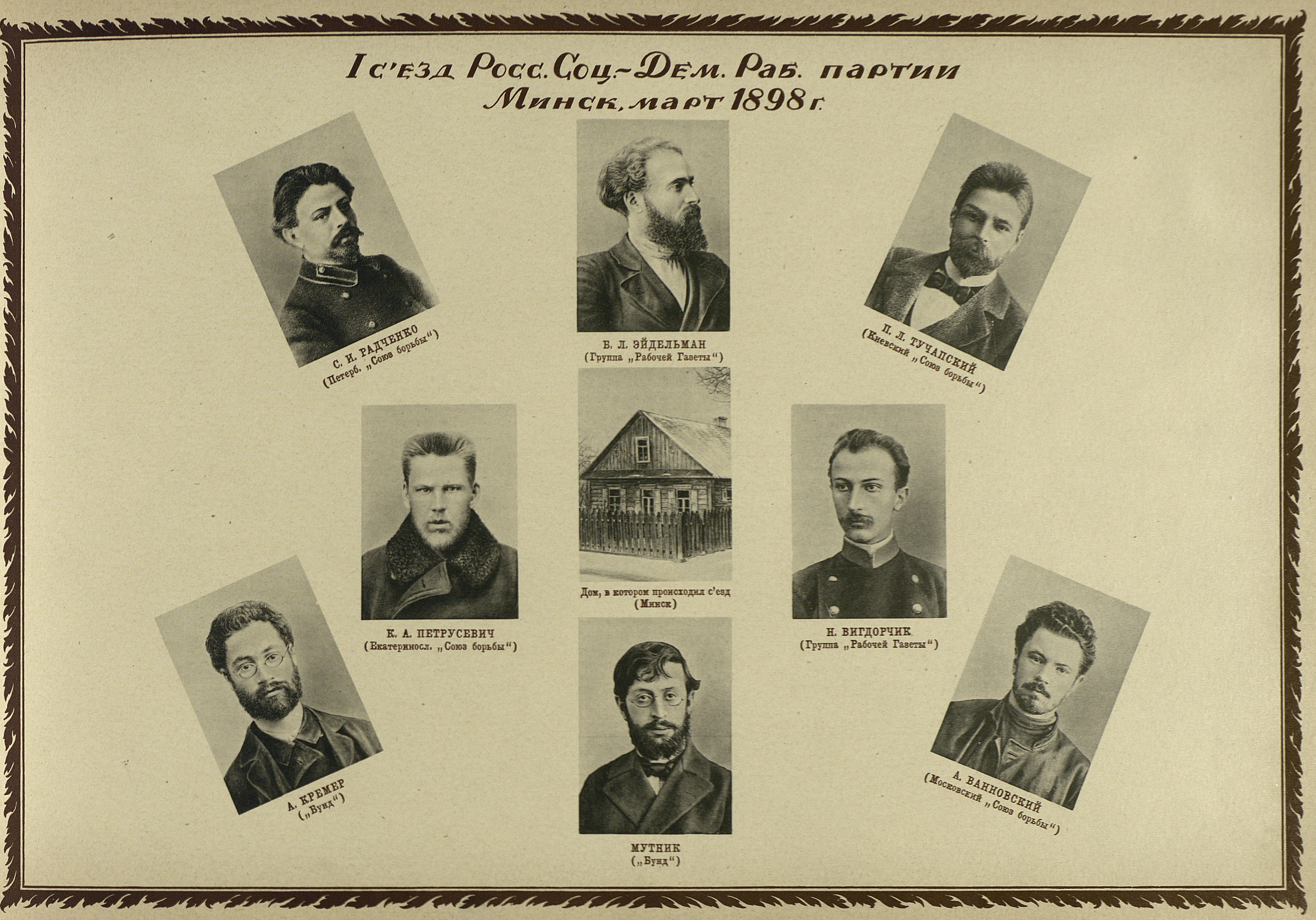
Учасники з'їзду

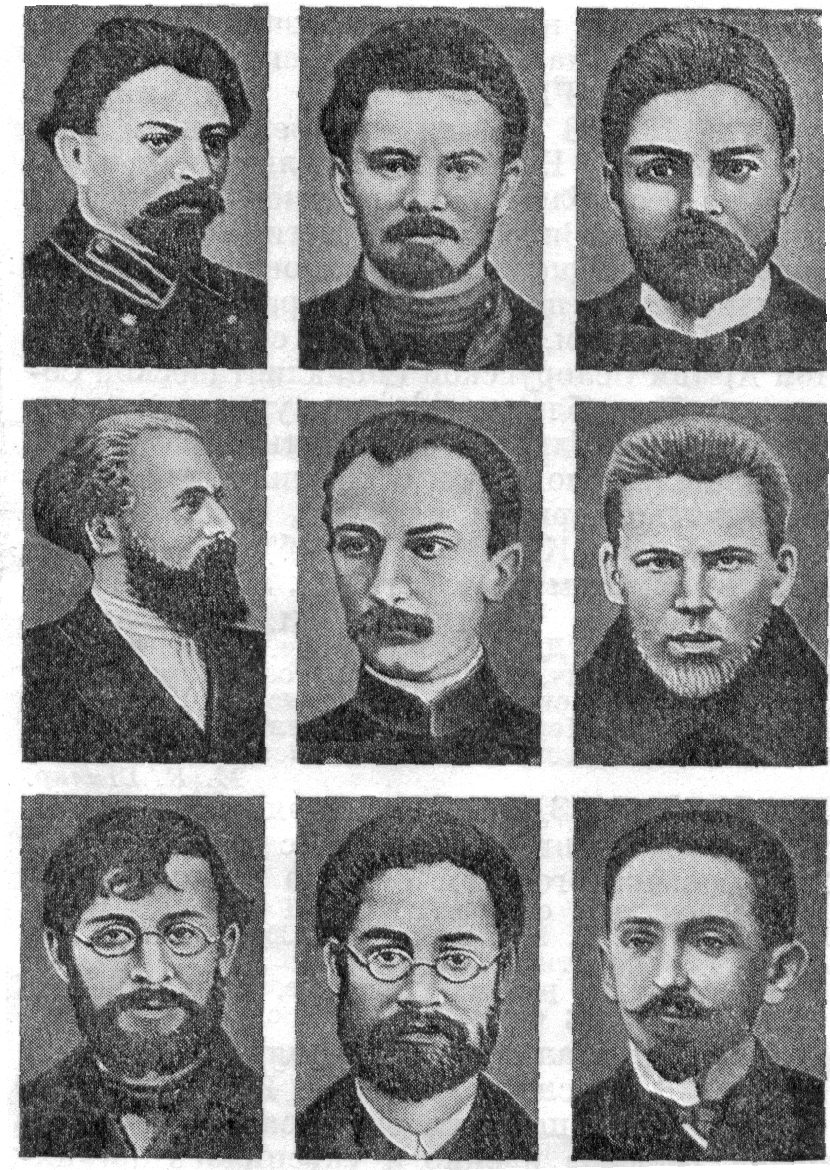
Делегаты съезда (по рядам):
(1) Радченко, Ванновський, Тучапський,
(2) Ейдельман, Вигдорчик, Петрусевич,
(3) Мутник,Кремер, Кац

Вперше ідея з'їзду розрізнених соціал-демократичних гуртків з'явилася в 1896 році у петербуржців, і «Група 4-го листка» зав'язала з цього приводу переговори з Вільно, Києвом і Москвою і навіть запропонувала майбутньої партії свою друкарню. Але що тривали масові арешти серед соціал-демократичного Перербурзі, Москви та інших міст Центральної Росії не дозволили тоді розгорнути практичну роботу з підготовки партійного з'їзду.
В кінці 1896 року Віленська група почала переговори про з'їзд з петербурзькою та київською організаціями, після чого були відправлені два делегата в Швейцарію для переговорів з закордонним Союзом російських соціал-демократів і влітку 1897 року в Цюріху був вироблений проект об'єднання в одну партію.
Ідея скликання з'їзду була підхоплена київськими соціал-демократами. Київський гурт «Робоча справа», почавши переговори з петербурзькою, віленською і іваново-вознесенською організаціями, намагалася зібрати з'їзд у Києві в 1897 році, але так як в призначений час прибули лише представники від Петербурга і Москви, вирішено було вважати, що з'їзд не відбувся і зібратися лише на приватне засідання. Було вирішено розгорнути підготовку з'їзду і налагодити видання загальноросійської соціал-демократичної «Робітничої газети». Газета висвітлювала робітничий рух в Російській імперії, закликала місцеві соціал-демократичні гуртки і групи згуртуватися в єдину пролетарську партію.
Нарада обговорила питання про скликання з'їзду і доручила зайнятися його організацією київській групі, яка запропонувала свою участь в з'їзді Петербурзькому союзу (фракція «старих»), Київському і Московському спілкам, Катеринославській групі, Литовської соціал-демократичної партії, Бунду.
Однак через розбіжності, що виникли на з'їзд не були допущені соціал-демократи, які видавали газету «Робоча думка» (Петербург), представники іваново-вознесенскої, одеської та миколаївської соціал-демократичних груп, як не цілком стійкі і недостатньо конспіративні. Не були надіслані запрошення організації «Робочий прапор» в Білостоці і Польській соціалістичній партії (з огляду на поставлених нею неприйнятних умов). Не запросили також і «Союз російських соціал-демократів за кордоном», побоюючись, що його делегати також не зможуть дотриматися вимоги конспірації. Харківська соціал-демократична група відмовилася брати участь в роботі з'їзду, заявивши про несвоєчасність створення партії. Послати делегата на з'їзд погодилася Литовська соціал-демократична партія, але потім відмовилася.

## Маніфест з'їзду

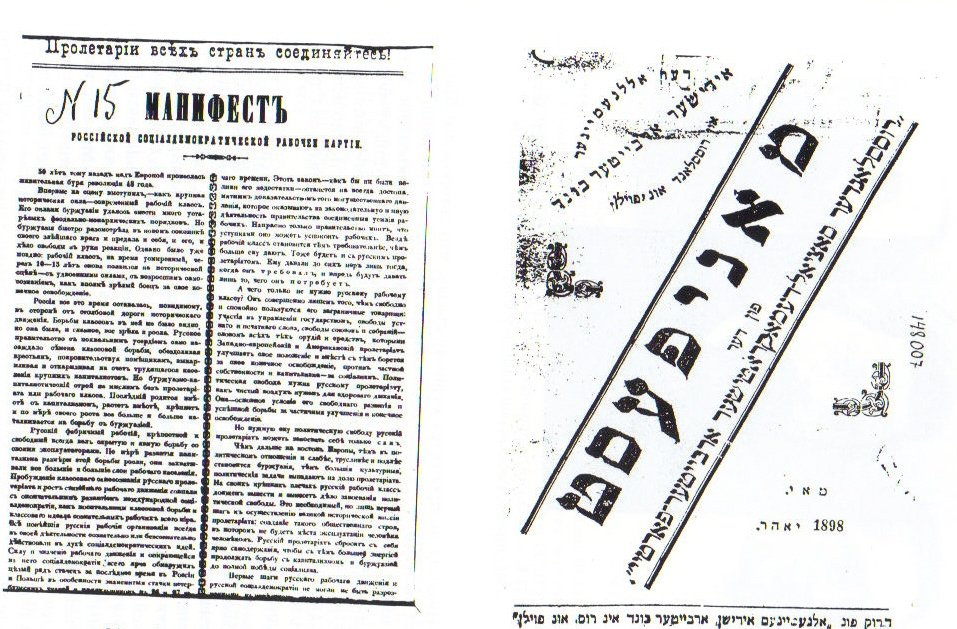
Маніфест РСДРП в єврейській газеті.1898

«Маніфест» і рішення з'їзду, надруковані окремим листком у квітні 1898 року в Бобруйській підпільній друкарні Бунда, були сприйняті революційними соціал-демократами Росії як історичної ваги і отримали схвалення Леніна. Після з'їзду соціал-демократичні організації та спілки взяли назву комітетів РСДРП.

## Розбіжності
Однак I з'їзду РСДРП не вдалося подолати ідейної та організаційної роз'єднаності соціал-демократичного руху. Він не виробив ні програми, ні статуту. Партія, як єдина централізована організація, на з'їзді не була створена. Ситуація погіршувалася тим, що відразу ж після з'їзду багато партійних організацій було розгромлено, 8 з 9 делегатів з'їзду, в тому числі всі члени ЦК, заарештовані, друкарня і готовий до друку № 3 «Робітничої газети» захоплені поліцією .
У російській соціал-демократії настав період спаду. Знадобилося не менше 5 років (з 1899 по 1903) роботи, щоб створити і зміцнити партію на принципах революційного марксизму, підготувати її ідейну і організаційну єдність. У липні 1903 року на  ІІ з'їзді РСДРП, скликаному редакцією  «Іскри», завершився процес об'єднання революційних марксистських організацій і була створена партія робітничого класу Росії.